# Sarhad Jammo
Mar Sarhad Yawsip Hermiz Jammo (* 14. März 1941 in Bagdad; † 4. Februar 2025 in San Diego, Kalifornien) war ein irakischer chaldäisch-katholischer Geistlicher und Liturgiewissenschaftler sowie Bischof von Saint Peter the Apostle of San Diego (USA).

## Leben
Der Sohn des Lehrers und Journalisten Yousif Hermiz Jammo (1892–1965) studierte am chaldäischen Patriarchalseminar in Mosul und an der Päpstlichen Urbaniana-Universität in Rom. Dort empfing er am 19. Dezember 1964 die Priesterweihe und wurde 1968 vom Päpstlichen Orientalischen Institut zum Doktor promoviert. Anschließend wirkte er als Pfarrseelsorger und Rektor des Priesterseminars in Bagdad, ab 1977 in den USA. Mit Errichtung einer chaldäischen Diözese in Nordamerika wurde er 1991 zu ihrem Generalvikar bestellt. 1993 erhielt er einen Lehrauftrag für ostkirchliche Liturgien am Päpstlichen Orientalischen Institut in Rom.
Am 21. Mai 2002 wurde er zum ersten Bischof der neu errichteten Diözese Sankt Petrus der Apostel der Chaldäer in San Diego ernannt. Der Patriarch von Babylon, Raphael I. Bidawid, spendete ihm am 21. Juli desselben Jahres die Bischofsweihe. Mitkonsekratoren waren Emmanuel Delly, Kurienerzbischof des Patriarchats, und Ibrahim Namo Ibrahim, Bischof von Saint Thomas the Apostle of Detroit.
Nach dem Tod Raphael I. Bidawids war er neben Bischof Antoine Audo von Aleppo (Syrien) einer der Anwärter auf die Nachfolge im Patriarchenamt. Doch konnte keiner von beiden die notwendige Mehrheit der Wahlsynode auf sich vereinen. Gewählt wurde schließlich Emmanuel III. Delly.
Papst Franziskus nahm am 7. Mai 2016 seinen altersbedingten Rücktritt an.
Am 4. Februar 2025 starb Sarhad Jammo im Alter von 83 Jahren in San Diego (Kalifornien).

## Werke
- Gabriel Qatraya et son commentaire sur la liturgie chaldéenne. In: Orientalia Christiana Periodica 32 (1966) 39–52.
- L’Office du soir chaldéen au temps de Gabriel Qatraya. In: L’Orient Syrien 12 (1967) 187–210.
- La structure de la messe chaldéenne (Orientalia Christiana Analecta 207). Pont. Ist. Orientale, Roma 1979.
- Die Qudasha nach Addai und Mari und der eucharistische Einsetzungsbericht. In: Heiliger Dienst 50 (1996) 204–218.
- The Anaphora of the Apostles Addai and Mari: A study of structure and historical background. In: Orientalia Christiana Periodica 68 (2002) 5–35. (Memento vom 27. Juni 2015 im Internet Archive)